# فوروسيميد
الفيوروسيميد (بالإنجليزية: Furosemide) (INN/BAN)هو مُدِرُّ البَولِ العُرْوِيّ (مدر للبول يعمل على التواء هنلي في الكليتين)،
يستخدم لعلاج فشل القلب الاحتقاني وتجمع السوائل (الوَذَمَة). الشركة الأكثر شيوعًا لتسويقه هي sanofi تحت اسم العلامة التجارية ليزك (Lasix) وأيضًا في إطار الأسماء التجارية Frumexو Fusid. كما تم استخدامه لمنع النزف الرئوي الناجم عن التمارين الرياضية في الأحصنة المستخدمة في سباق العربات مثل الحصان الأصيل (Thoroughbred) و(Standardbred).
جنبًا إلى جنب مع بعض مدرات البول الأخرى، يتم تضمين فوروسيميد أيضًا على قائمة الأدوية المحظورة في الوكالة العالمية لمكافحة المنشطات بسبب الاستخدام المزعوم كعامل إخفاء لأدوية أخرى.
هو على قائمة الأدوية الأساسية لمنظمة الصحة العالمية (World Health Organization's List of Essential Medicines) وهي قائمة لأكثر الأدوية أهمية في نظام الصحة الأساسي 

## الاستخدامات الطبية
فوروسيميد يستخدم في المقام الأول لعلاج ارتفاع ضغط الدم وتجمع السوائل (الوذمة). هو الخط الأول لعلاج تجمع السوائل (الوذمة) الناجم عن قصور القلب الاحتقاني عند معظم الأشخاص. كما أنه يستخدم لتشمع الكبد، الفشل الكلوي، المتلازمة الكلوية، علاج مساعد للذمة-دماغية أو رئوية – حيث أن إدرار البول السريع مطلوب (يعطى كحقن وريدية)، وإدارة زيادة كالسيوم الدم الحاد في تركيبة مع تعويض السوائل الكافي.

## الاعراض الجانبية
على الرغم من الاختلاف عليه،  إلا أنه يعتبر سام للأذن(قد يسبب فقدان السمع بشكل مؤقت «عادة مع الجرعات الوريدية الكبيرة واعطائه بشكل سريع وفي حالة القصور الكلوي»). فوروسيميد أيضا يمكن أن يؤدي إلى النقرس الناجم عن فرط حمض يوريك الدم. ارتفاع السكر في الدم هو أيضا أحد الآثار الجانبية شيوعا.
ونظرا لميله -كجميع مدرات البول الغروية- للتسبب في انخفاض مستويات البوتاسيوم (نقص بوتاسيوم الدم) تم دمج منتجاته إما مع البوتاسيوم نفسه، مثل(Lasix-K and Diumide-K Continus) أو مع مدر البول المحافظ على البوتاسيوم الأميلوريد(Co-amilofruse).

### التداخلات الدوائية
فوروسيميد لديه التفاعلات المحتملة مع هذه الأدوية:
- المضادات الحيوية أمينوغليكوزيد مثل جنتاميسين
- الأسبرين والساليسيلات الأخرى
- مدرات البول الأخرى (مثل حمض الإيثاكرينيك، هيدروكلوروثيازيد)
- الاندوميتاسين
- الليثيوم
- آثار تعاونية مع خافضات الضغط الأخرى (على سبيل المثال دوكسازوسين)
- سوكرالفات (Sucralfate)

## آلية العمل
المقال الرئيسي:مدر بول عروي
الفيوروسيميد مثل غيره من مدرات البول الغروية، يعمل على تثبيط نواقل صوديوم-بوتاسيوم-كلور في الجزء الصاعد الغليظ من التواء هنلي.
آلية عمل الالتواء البعيد مستقلة عن أي تأثير تثبيطي من قبل إنزيم الأنهيدراز الكربوني (الإنزيم المسؤول عن تحويل ثاني أكسيد الكربون والماء إلى كربونات وبروتونات) وإنزيم ألدوستيرون (الإنزيم المسؤول عن إعادة امتصاص أيونات الصوديوم والتخلص من أيونات البوتاسيوم وبالتالي المحافظة على الماء) وهي تلغي فرق التركيز الأسموزي السلبي والإيجابي. (free water clearance) الخاص بالنخاع واللب في الكلية وتمنع تصفية الماء الحر بسبب القدرة الاستيعابية الكبيرة لامتصاص كلوريد الصوديوم من التواء هنلي، فإن الحموضة لا تحد من إدرار البول كما هو الحال مع مثبطات الأنهيدراز الكربوني.
بالإضافة إلى ذلك، فيوروسيميد هو مثبط محدد غير منافس من سلالة فرعية لمستقبلات GABA-A. تم الإشارة إلى أن الفيوروسيميد يعاكس بشكل عكسي التيارات المثارة لمستقبلات الـ GABA من الأنواع α6β2γ2 بتراكيز تقدر بالميكرومتر وليس المستقبلات من الأنواع α1β2γ2. خلال النمو، تزداد المستقبلات α6β2γ2 في الخلايا العصبية الحبيبية في المخيخ مما يؤدي لزيادة الحساسية للفيوروسيميد.

## الاستخدامات البيطرية
تأثيره كمدر للبول وضع للاستخدام في الخيول لمنع النزيف خلال السباق. في وقت ما في أوائل السبعينات، قدرة الفوروسيميد لمنع، أو على الأقل تأثيره بشكل كبير على تقليل حدوث نزيف (النزيف الرئوي المستحث بالتمرين) الخيول أثناء السباقات قد تم اكتشافه بالصدفة. في الولايات المتحدة الأمريكية، وفقًا لقواعد السباق في معظم الدول، والخيول التي تنزف من أنوفها ثلاث مرات تُمنع نهائيا من السباق (لحماية أنفسهم)، لا تنطبق هذه القواعد في جميع البلدان. تم إجراء التجارب السريرية بعد ذلك، وبحلول نهاية العقد، وبدأت لجان السباقات في بعض الولايات في الولايات المتحدة الأمريكية بتقنين استخدامه على خيول السباق. في 1 سبتمبر 1995، أصبحت نيويورك الولاية الأخيرة في الولايات المتحدة التي وافقت على هذا الاستخدام، بعد سنوات من رفضها للقيام بذلك. بعض الولايات تسمح باستخدامه لجميع خيول السباق، وبعضها تسمح باستخدامه فقط للخيول التي أُثبت إمكانية حدوث نزيفها. ومع ذلك فإن استخدامه لهذا الغرض لا يزال ممنوعاً في العديد من البلدان الأخرى، والأطباء البيطريون يعارضون استخدامه لهذه المشكلة.
الفوروسيميد يستخدم أيضًا في الخيول التي تعاني من تجمع السوائل الرئوية، وفشل القلب الاحتقاني (بالاشتراك مع أدوية أخرى)، وأمراض الحساسية. على الرغم من أنه يزيد من تدفق الدم إلى الكلى، إلا أنه لا يساعد في وظائف الكلى، وليس من المستحسن استخدامه في حالة أمراض الكلى.
كما أنه يستخدم لعلاج قصور القلب الاحتقاني في القطط والكلاب (التي تعاني من السوائل في الرئتين) والمضاعفات الناجمة عن الدودة القلبية. ويمكن استخدامه بالتزامن مع مضاد حيوي ومضاد للالتهابات لعلاج هذه الحالة. ويمكن أن يستخدم أيضًا في محاولة لتعزيز إدرار البول في انقطاع البول أو قلة البول في الفشل الكلوي الحاد.

### الاحتياطات، والآثار الجانبية، وإعطائه للخيول
يتم حقن فوروسيميد إما في العضل أو في الوريد، وعادة 0.5-1.0 ملغ / كغ مرتين / يوم، ويعطى بجرعة أقل قبل دخول الحصان للسباق. كما هو الحال مع العديد من مدرات البول، فإنه يمكن أن يسبب الجفاف وعدم توازن في الأيونات، بما في ذلك فقدان البوتاسيوم والكالسيوم والصوديوم، والمغنيسيوم. الاستخدام المفرط للفوروسيميد سوف يؤدي على الأرجح إلى قلاء أيضي (metabolic alkalosis) بسبب نقص كلوريد الدم ونقص بوتاسيوم الدم. ولذلك، ينبغي ألا يستخدم هذا الدواء في الخيول التي تعاني من الفشل الكلوي أو الجفاف. وينبغي أن تستخدم بحذر في الخيول التي تعاني من مشاكل في الكبد أو عدم توازن بالإلكترونات. تناول جرعة زائدة قد يؤدي إلى الجفاف، تغير في أنماط الشرب والتبول، التشنجات، ومشاكل في الجهاز الهضمي، الفشل الكلوي، والخمول، والانهيار، والغيبوبة. وينبغي أن يستخدم فوروسيميد بحذر عندما يقترن مع الكورتيكوستيرويد (لأن ذلك يزيد من خطر عدم توازن الأيونات)، والأمينوغليكوزيد (يزيد خطر إلحاق الضرر بالكلى أو الأذن)، والسلفا ثلاثي الميتوبريم (يسبب انخفاض عدد الصفائح الدموية). كما قد يسبب تداخلات دوائية مع العقاقير المخدرة، ولذلك فإن استخدامه يجب أن يعود للطبيب البيطري إن كان الحيوان سيخضع لعملية جراحية، وهو يقلل قدرة الكليتين على التخلص من الأسبرين، لذلك فإن الجرعات ستكون بحاجة للتعديل إذا اقترن استخدامه مع الفيوروسيميد.
فوروسيميد قد يزيد من خطر تسمم الديجوكسين بسبب نقص بوتاسيوم الدم.
من الأفضل عدم استخدام هذا الدواء للفرس الحاملة أو المرضعة، لانه ثبت مروره من خلال المشيمة وظهر في الحليب في الدراسات على أنواع أخرى. لا ينبغي أن تستخدم في الخيول التي تعاني من خلل وظيفي في جزء الغدة النخامية المتوسط (فرط نشاط غدة الكظر)
فوروسيميد يظهر في البول بعد 36-72 ساعة بعد الحقن. يحظر استخدامه من قبل معظم منظمات الفروسية.

## الاستخدام السريري في أمراض الكلى
يتم استخدامه جنبا إلى جنب مع الألبومين في أمراض الكلى المزمنة مع نقص ألبومين الدم لزيادة إدرار البول. كما أنه  يستخدم جنباً إلى جنب مع الألبومين في المتلازمة الكلوية للحد من تجمع السوائل (الوذمة).

### الجرعة في وظيفة الكلى الطبيعية
عن طريق الفم: 20 ملغ - 1 غرام يوميا
حقن وريدية: 20 ملغ - 1.5 غرام يوميا

### الخصائص الدوائية
الوزن الجزيئي(دالتون) 330.7
الارتباط بالبروتين 91-99%
يفرز في البول بدون تغيير80-90%
حجم التوزيع 0.07-0.2 (لتر/كغ)
(ساعة) 0.05-2/9.7ESRF العمر النصفي – طبيعي/

### الجرعة في القصور الكلوي (مل/دقيقة)
20-50 الجرعة كما هو الحال في وظيفة الكلى طبيعية، قد تكون هناك حاجة إلى زيادة الجرعات 10-20 الجرعة كما هو الحال في وظيفة الكلى طبيعية
الجرعة كما هو الحال في وظيفة الكلى طبيعية <10. قد تكون هناك حاجة إلى زيادة الجرعات

### الجرعة في المرضى الذين يخضعون للعلاج بالبدائل الكلوية
Not dialysed ،(cAPD الجرعة 10مل/دقيقة كما في حالة القصور الكلوي، الغسيل البريتوني المستمر المتنقل (
HD Dialysed الجرعة أقل من10 مل/دقيقة كما في حالة القصور الكلوي،
HDF/high flux Dialysedالجرعة أقل من10 مل/دقيقة كما في حالة القصور الكلوي،
CAV/VVHD Not dialysed الجرعة 10-20 مل/ دقيقة كما هو في حالة القصور الكلوي،

### أهم التفاعلات الدوائية
من التفاعلات المحتمل ان تكون خطرة مع ادوية أخرى:
- المسكنات: زيادة خطر الإصابة بالسمية الكلوية مع العقاقير المضادة للالتهابات. تضاد تأثير مدر للبول مع مضادات الالتهاب غير الستيروئيدية.
- مضاد اضطراب النظم: خطر سمية القلب مع مضاد اضطراب النظم في حالة حدوث نقص بوتاسيوم الدم، آثار lidocaine و mexiletineسوف تقل بشكل كبير.
- مضادات الجراثيم: زيادة خطر التسمم الأذني مع أمينوجليكوزيدات، polymyxinsو vancomycin. تجنب الاستعمال المتزامن معlymecycline
- مضادات الاكتئاب: زيادة خطر نقص بوتاسيوم الدم معreboxetine. تعزيز تأثير خافض للضغط مع مثبط أكسيداز أحادي الأمين وزيادة خطر هبوط الضغط الانتصابي مع ثلاثية الحلقات.
- carbamazepine مضادات الصرع: زيادة خطر نقص صوديوم الدم مع
- amphotericin مضادات الفطريات: زيادة خطر نقص بوتاسيوم الدم مع
- خافضات الضغط: تعزيز تأثير خافض الضغط. زيادة خطر الجرعة الأولى لتأثير خافض الضغط لحاصرات ألفا. زيادة خطر في حالة حدوث نقص بوتاسيوم الدم
- sotalol عدم انتظام ضربات القلب البطيني مع
- Antipsychotics: زيادة خطر عدم انتظام ضربات القلب البطيني معamisulpiride، sertindole، أو pimozide (تجنب مع ال pimozide) في حالة حدوث نقص بوتاسيوم الدم. تعزيز تأثير خافض الضغط مع phenothiazines.
- نقص بوتاسيوم الدم يزيد من خطر عدم انتظام ضربات القلب البطيني.Atomoxetine
- جليكوسيدات القلب: زيادة سمية في حالة حدوث نقص بوتاسيوم الدم.
- تقارير مختلفة من زيادة التسمم الكلوي، وتسميم أذني وتسمم الكبدciclosporin
- ليثيوم: خطر التسمم.

### معلومات أخرى
ملغ فموياً = 250 غم وريدياً 500
تفرز عن طريق الإفراز الأنبوبي، وبالتالي في القصور الكلوي الحاد ( 5- 10 مل/دقيقة) يتطلب إعطاء جرعات أقل بسبب تراكمه في الجسم. كما يمكن أن يسبب مزيدا من الضرر الكلوي وينبغي أن يؤخد بحذر .
يبدأ عمل الفيوروسيميد خلال ساعة من تناوله عن طريق الفم .( بعد بلوغ ذروة تأثيره وريدياً ب30 دقيقة) ، إدرار البول يكتمل في غضون 6 ساعات. ==الأسماء التجارية== 
بعض الأسماء التجارية التي بموجبها يتم تسويق فوروسيميد تشمل:
Aisemide, Apo-Furosemide, Beronald, Desdemin, Discoid, Diural, Diurapid, Dryptal, Durafurid, Edemid, Errolon, Eutensin, Flusapex, Frudix, Frusetic, Frusid, Fulsix, Fuluvamide, Furesis, Furix, Furo-Puren, Furon, Furosedon, Fusid.frusone, Hydro-rapid, Impugan, Katlex, Lasilix, Lasix, Lodix, Lowpston, Macasirool, Mirfat, Nicorol, Odemase, Oedemex, Profemin, Rosemide, Rusyde, Salix, Teva-Furosemide, Trofurit, Uremide, and Urex 

## المزيد من القراءة
- سانوفي (1998). Lasix Approved Product Information. Lane Cove: Aventis Pharma Pty Ltd.
- Barbara Forney (2007). Understanding Equine Medications, Revised Edition (Horse Health Care Library). Eclipse Press. ISBN:1-58150-151-X.

## روابط خارجيه
- Lasix and horse bleeding
- Furosemide in the Horse (Wind Publications)
- U.S. National Library of Medicine: Drug Information Portal - Furosemide
- Furosemide-A Practical Manual of Renal Medicine نسخة محفوظة 21 سبتمبر 2013 على موقع واي باك مشين.

## الاستخدامات الطبية
يستخدم الفوروسيميد في علاج فرط ضغط الدم والاستسقاء. كما يستخدم خطا أولا في علاج الاستسقاء الناتج عن فشل القلب الاحتقاني. كما يستخدم في علاج تشمع الكبد والقصور الكلوي والمتلازمة الكلوية والمرضى المصابين بوذمة دماغية أو وذمة الرئة ويتلقون معالجة مصاحبة ويتطلبون إدرارا مسرعا عن طريق الوريد. وكذلك يستخدم مع تعويض السوائل في علاج فرط كالسيوم الدم.